# MetLife Stadium
MetLife Stadium este o arenă polivalentă acoperită din East Rutherford, New Jersey, Statele Unite. Face parte din complexul sportiv Meadowlands și servește drept stadion pentru două francize din Liga Națională de Fotbal (NFL): New York Giants și New York Jets. Stadionul este deținut de Compania MetLife Stadium, o societate mixtă a Giants and Jets, care a construit împreună stadionul folosind fonduri private pe terenuri deținute de Autoritatea de Expoziții și Sport din New Jersey. Stadionul a fost deschis în 2010 ca New Meadowlands Stadium. În 2011, MetLife, o companie de asigurări cu sediul în New York City, a obținut drepturile de nume pe stadion. La un cost de construcție de aproximativ 1,6 miliarde de dolari, a fost cel mai scump stadion construit vreodată în momentul în care a fost deschis.